# Grand Prix de Belgique de Champ Car
Le Grand Prix de Belgique de Champ Car (officiellement dénommé Belgian Champ Car Grand Prix) était une manche du championnat Champ Car. Il ne fut disputé qu'une seule fois, du 24 au 26 août 2007 sur le circuit de Zolder.

## Palmarès
| Année | Vainqueur          | Voiture        | Championnat            | Circuit | Résultats |
| ----- | ------------------ | -------------- | ---------------------- | ------- | --------- |
| 2007  | Sébastien Bourdais | Panoz-Cosworth | Champ Car World Series | Zolder  | Résultats |